# Obispado castrense del Perú
El obispado castrense del Perú u ordinariato militar del Perú es una circunscripción eclesiástica de la Iglesia católica en Perú. Se trata de un ordinariato militar latino, inmediatamente sujeto a la Santa Sede. Desde el 16 de julio de 2014 el ordinario militar es el obispo Juan Carlos Vera Plasencia, de los Misioneros del Sagrado Corazón.

## Territorio y organización
El ordinariato militar tiene jurisdicción personal peculiar ordinaria y propia sobre los fieles católicos militares de rito latino (y otros fieles definidos en los estatutos), incluso si se hallan fuera de las fronteras del país, pero los fieles continúan siendo feligreses también de la diócesis y parroquia de la que forman parte por razón del domicilio o del rito, pues la jurisdicción es cumulativa con el obispo del lugar. Los cuarteles y los lugares reservados a los militares están sometidos primera y principalmente a la jurisdicción del ordinario militar, y subsidiariamente a la jurisdicción del obispo diocesano cuando falta el ordinario militar o sus capellanes. El ordinariato tiene su propio clero, pero los obispos diocesanos le ceden sacerdotes para llevar adelante la tarea de capellanes militares de forma exclusiva o compartida con las diócesis. Su jurisdicción comprende las Fuerzas Armadas y la Policía Nacional del Perú.
La sede del ordinariato militar se encuentra en la ciudad de Lima, en donde se halla la Catedral basílica y convento de Nuestra Señora de la Merced.
En 2021 en el ordinariato militar existían 31 parroquias.

## Historia
El vicariato castrense del Perú fue erigido el 15 de mayo de 1943 con el decreto Ad consulendum de la Sagrada Congregación Consistorial siendo papa Pío XII.
Mediante la promulgación de la constitución apostólica Spirituali Militum Curae por el papa Juan Pablo II el 21 de abril de 1986 los vicariatos militares fueron renombrados como ordinariatos militares o castrenses y equiparados jurídicamente a las diócesis. Cada ordinariato militar se rige por un estatuto propio emanado de la Santa Sede y tiene a su frente un obispo ordinario nombrado por el papa teniendo en cuenta los acuerdos con los diversos Estados.
Fray Guillermo Inca Pereda, O.S.J. fue nombrado administrador apostólico en septiembre de 2013 por el papa Francisco, finalizando su administración sobre el ordinariato al ser nombrado el obispo Juan Carlos Vera Plasencia el 16 de julio de 2014 por el papa Francisco. Tomó posesión del ordinariato el 13 de septiembre del mismo año.
El prelado que tuvo más tiempo de gobierno sobre su sede episcopal fue el obispo Salvado Piñero con 11 años (2001-2012) mientras que el prelado con menos tiempo de gobierno fue Guillermo Abanto Guzmán con un año (2012-2013).

## Estadísticas
Según el Anuario Pontificio 2022 el ordinariato tenía a fines de 2021 un total de 82 sacerdotes, 10 religiosos y 6 religiosas.
| Año                                                                             | Población            | Población | Población      | Sacerdotes | Sacerdotes    | Sacerdotes    | Bautizados por sacerdote | Diáconos permanentes | Religiosos | Religiosos | Parroquias |
| Año                                                                             | Bautizados católicos | Total     | % de católicos | Total      | Clero secular | Clero regular | Bautizados por sacerdote | Diáconos permanentes | Varones    | Mujeres    | Parroquias |
| ------------------------------------------------------------------------------- | -------------------- | --------- | -------------- | ---------- | ------------- | ------------- | ------------------------ | -------------------- | ---------- | ---------- | ---------- |
| 1999                                                                            |                      |           |                | 66         | 58            | 8             |                          | 3                    | 8          | 7          | 23         |
| 2000                                                                            |                      |           |                | 79         | 73            | 6             |                          | 2                    | 6          | 14         | 24         |
| 2001                                                                            |                      |           |                | 71         | 65            | 6             |                          | 1                    | 6          | 14         | 24         |
| 2002                                                                            |                      |           |                | 83         | 73            | 10            |                          |                      | 10         | 10         | 25         |
| 2003                                                                            |                      |           |                | 84         | 76            | 8             |                          |                      | 8          | 6          | 25         |
| 2004                                                                            |                      |           |                | 85         | 75            | 10            |                          |                      | 10         | 6          | 25         |
| 2013                                                                            |                      |           |                | 77         | 69            | 8             |                          |                      | 8          | 6          | 31         |
| 2016                                                                            |                      |           |                | 46         | 38            | 8             |                          |                      | 8          | 6          | 31         |
| 2019                                                                            |                      |           |                | 81         | 72            | 9             |                          |                      | 9          | 4          | 31         |
| 2021                                                                            |                      |           |                | 82         | 72            | 10            |                          |                      | 10         | 6          | 31         |
| Fuente: Catholic-Hierarchy, que a su vez toma los datos del Anuario Pontificio. |                      |           |                |            |               |               |                          |                      |            |            |            |

## Episcopologio
- Juan Gualberto Guevara y de la Cuba † (13 de enero de 1945-27 de noviembre de 1954 falleció)
- Carlos Maria Jurgens Byrne, C.SS.R. † (7 de febrero de 1954-17 de diciembre de 1956 nombrado arzobispo de Cuzco)
- Felipe Santiago Hermosa y Sarmiento † (17 de diciembre de 1956-12 de agosto de 1967 retirado)
- Alcides Mendoza Castro † (12 de agosto de 1967-5 de octubre de 1983 nombrado arzobispo de Cuzco)
- Eduardo Picher Peña † (14 de junio de 1984-6 de febrero de 1996 retirado)
- Héctor Miguel Cabrejos Vidarte, O.F.M. (6 de febrero de 1996-29 de julio de 1999 nombrado arzobispo de Trujillo)[nota 1]
- Salvador Piñeiro García-Calderón (21 de julio de 2001-30 de octubre de 2012 renunció)
- Guillermo Martín Abanto Guzmán (30 de octubre de 2012-20 de julio de 2013 renunció)
- Juan Carlos Vera Plasencia, M.S.C., desde el 16 de julio de 2014